# 암태 도창리 제당
암태 도창리 제당은 전라남도 신안군 암태면 와촌리에 있다. 2009년 12월 16일 신안군의 향토유적 제40호로 지정되었다.

## 개요
마을의 수호신이라 여기는 신에게 마을의 평화와 주민들의 안녕을 기원하기 위해 지은 건물로, 제사를 지내는 풍습이 있다.